# 小熊維尼：春天的百畝森林
《小熊維尼：春天的百畝森林》（英語：Springtime with Roo），是一部由华特迪士尼影片製作，沙爾·安德烈·布林克夫與艾路特·波爾導演的音樂喜劇動畫電影。

## 配音員
| 演員               | 演員   | 角色                        |
| 英語               | 國語   | 角色                        |
| ------------------ | ------ | --------------------------- |
| 吉米·本內特        | 楊小黎 | 小豆（Roo）                 |
| 肯·山索姆          | 姜先誠 | 瑞比（Rabbit）              |
| 吉姆·康明斯        | 楊少文 | 小熊維尼（Winnie-the-Pooh） |
| 吉姆·康明斯        | 胡大衛 | 跳跳虎（Tigger）            |
| 約翰·費德勒        | 劉傑   | 小豬（Piglet）              |
| 彼得·庫倫          | 周寧   | 屹耳（Eeyore）              |
| 凱斯·索西          | 劉小芸 | 袋鼠媽媽（Kanga）           |
| 大衛·奧登·施蒂爾斯 | 胡立成 | 旁白（The Narrator）        |

## 外部連結
- 官方网站
- 大卡通資料庫上《小熊維尼：春天的百畝森林》的資料（英文）

- 豆瓣电影上《小熊維尼：春天的百畝森林》的資料 （简体中文）
- 互联网电影数据库（IMDb）上《小熊維尼：春天的百畝森林》的资料（英文）